# Oxford Street

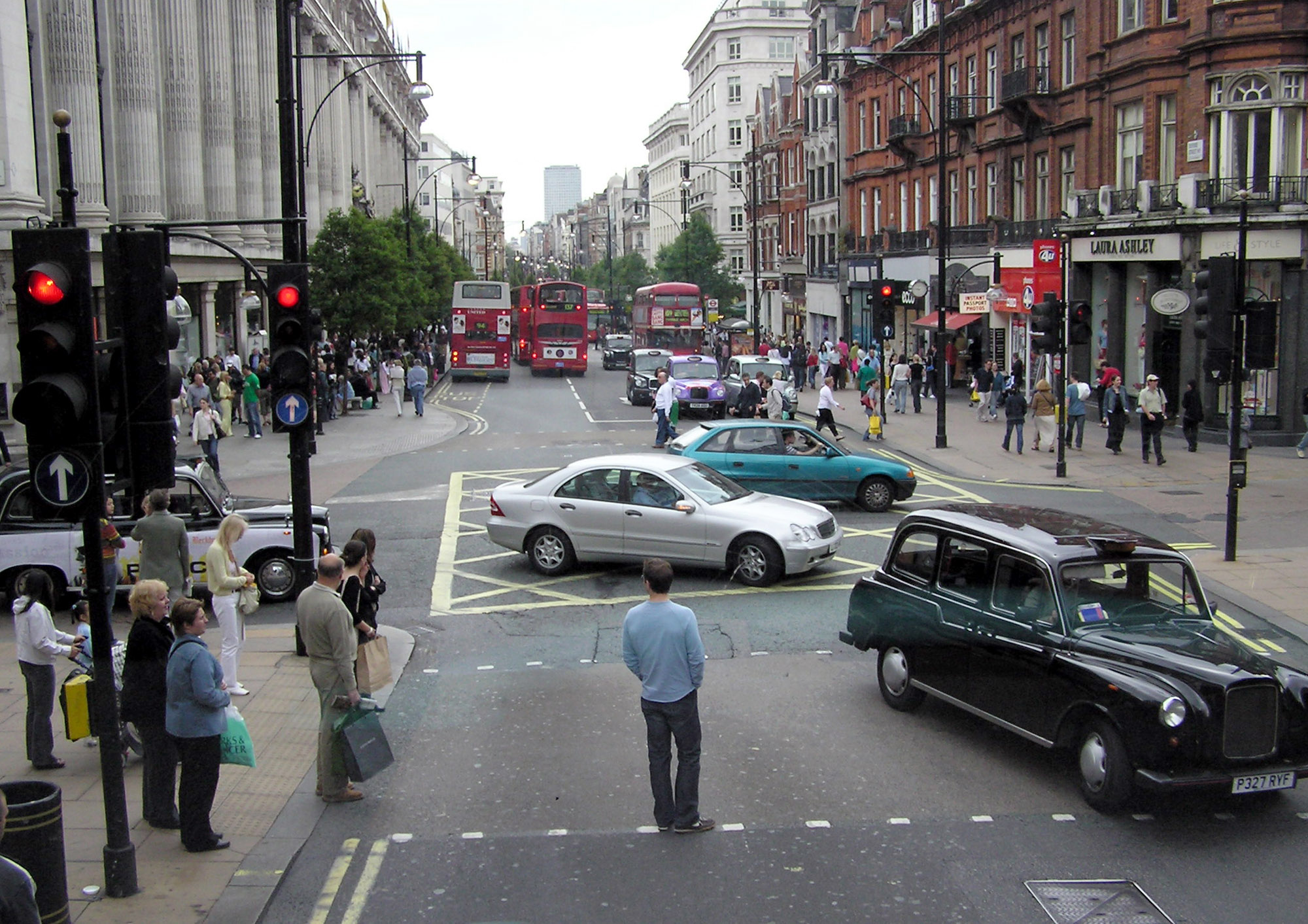
Oxford Street

Oxford Street is een bekende winkelstraat in het hart van de Engelse hoofdstad Londen. De straat ligt in de wijk Westminster en loopt van Marble Arch (op de hoek van Hyde Park), via Oxford Circus, waar hij Regent Street kruist, tot de kruising van Charing Cross Road en Tottenham Court Road.
De straat wordt bezocht door ca. 200 miljoen bezoekers per jaar. Hij behoort tot de populairste toeristische trekpleisters van Londen met ca. 9 miljoen buitenlandse bezoekers per jaar, ongeveer twee derde van alle buitenlandse toeristen die de hoofdstad bezoeken. De hotels aan deze straat bergen een half miljoen gasten per jaar, waarvan de meesten hier zijn om te winkelen. Vele grote warenhuizen hebben hier hun hoofdvestiging, zoals Selfridges, Marks and Spencer, House of Fraser, Debenhams en John Lewis.
Sedert 2017 is de straat tussen 7 en 19 uur enkel voor bussen en taxi's toegankelijk.
In 2024 werden plannen bekendgemaakt om er een grote voetgangerszone van 1,1 km aan te leggen.